# Енотовидная собака
(Уссури́йская) Енотовидная собака, или енотови́дная уссури́йская лиса́, мангу́т, уссури́йский ено́т, или ено́тка (лат. Nyctereutes procyonoides), — хищное всеядное млекопитающее семейства псовых (собачьих), единственный представитель рода Nyctereutes Temminck, 1839.

## Название
Латинское родовое название Nyctereutes переводится как «вечерний странник» (греч. νύχτα — ночь; лат. uteus — странник). Видовое название procyonoides означает «подобный еноту» (лат. procyon — с лат. — «енот»).
Обозначение «мангут» употребляется к енотовидной собаке русским населением в её естественном ареале (Уссурийский край, Амурская область, Забайкалье). Оно, по Фасмеру, может сопоставляться с этнонимом «мангут» (от которого, вероятно, происходит современное «монгол»), притом, без каких-либо попыток прояснить происхождение. Зоологи предполагали, что слово является заимствованием из тунгусо-маньчжурских языков (таких, как эвенкийский), однако слово с таким корнем, служащее обозначением данного животного, в языках коренного населения Дальнего Востока и Сибири не было зафиксировано. Письменно впервые оно было упомянуто писателем Александром Черкасовым в своих «Записках охотника Восточной Сибири», где описывая данное животное под названием «сибирский енот», отмечает следующее:

Здешние туземцы называют сибирского енота мангут.
— Черкасов А. А. Записки охотника Восточной Сибири. — М.: Физкультура и спорт, 1990. — 576 с. — ISBN 5-278-00259-Х.

## Внешний вид

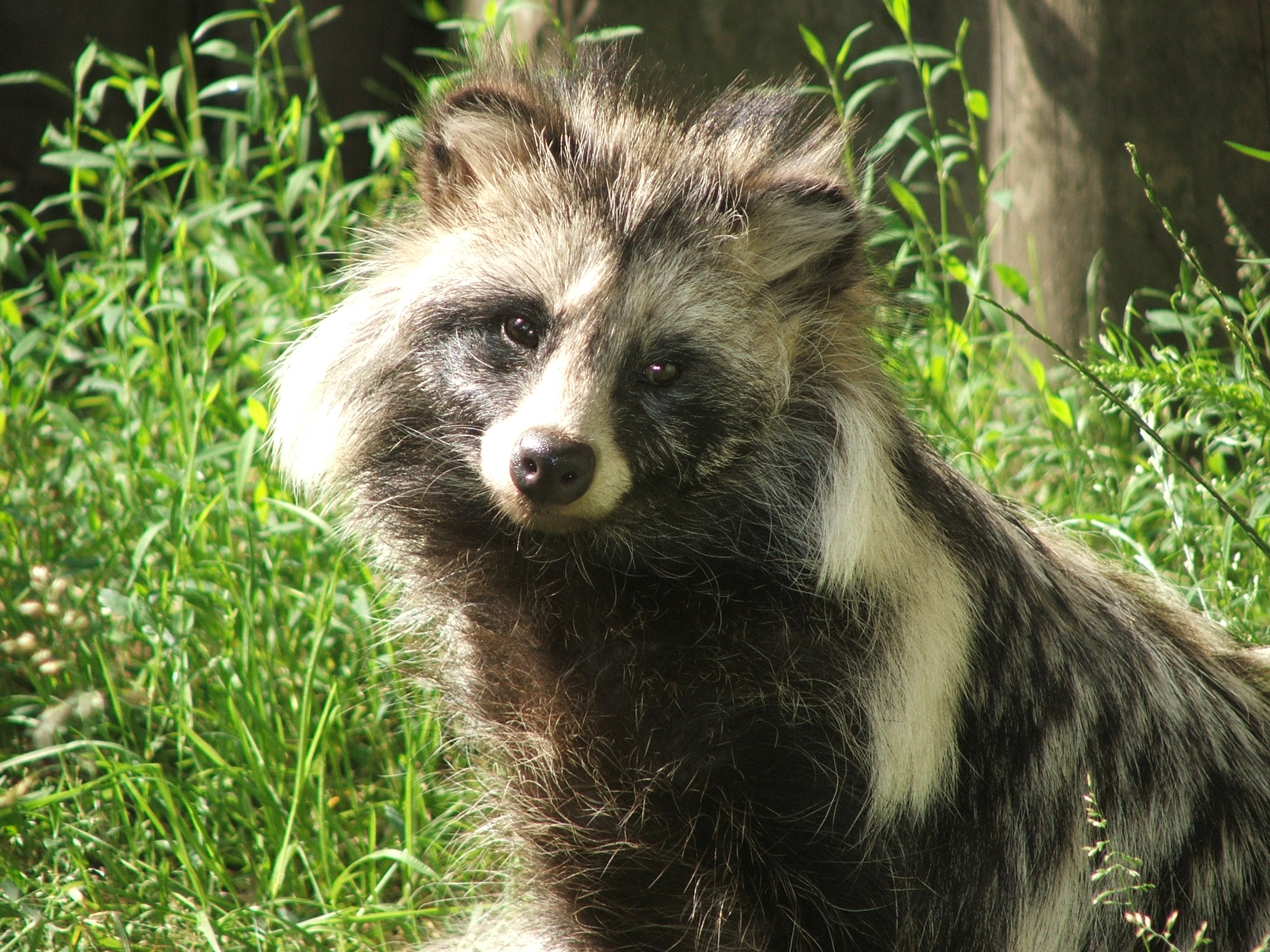
Окраска мордочки

Енотовидная собака — животное средних размеров, величиной с небольшую собаку. Общая длина 65—80 см, из них хвост составляет 15—25 см, высота в холке 33—40 см; масса — 4-6 кг летом и до 10 кг зимой. Тело коренастое, сравнительно слабо вытянуто. Лапы короткие. Голова небольшая с короткой и острой мордочкой и короткими ушами, слабо выдающимися из волосяного покрова. По бокам морды волосы более длинные, образуют «баки». Хвост короткий и пушистый. Половой диморфизм практически не выражен, самки и самцы по размерам не отличаются.
Волосяной покров грубоватый, но густой, пушистый и очень длинный. Высота остевых волос — 80-100 мм, пуховых — 55-65 мм. Количество волос на хребте составляет 8-9 тысяч на см². Окрас очень схож с таковым у енота-полоскуна, из-за чего животное и получило своё название. Общий тон окраски — грязный коричнево-сероватый, с желтизной и более-менее проявляющимся черноватым оттенком. По хребту идёт тёмная полоса, на плечах могущая образовывать пятно в виде креста. Брюхо по окрасу — желтовато-бурое, грудь — черновато-коричневая. Окрас зимнего меха на хребте — землисто-бурого цвета, впрочем, сильно различается от тёмно-коричневого до светло-коричневого и светло-рыжего цвета. Подпушь на хребте по окрасу — тёмно-голубоватая, на брюхе — более светлая. На морде присутствует «маска», как у енота: тёмные пятна, отходящие от глаз по щекам на фоне контрастного более светлого окраса на кончике морды. На хвосте поперечные полосы, как у енота, отсутствуют, его кончик темнее брюха. «Бакенбарды» пепельно-серого цвета. Встречаются особи с рыжим окрасом, упоминаются и альбиносы. Линяет енотовидная собака раз в году: в среднем с февраля-марта по август-сентябрь.
Зубы сравнительно небольшие, хищнические зубы — слабые. Зубная формула:
{\displaystyle I{\frac {3}{3}}C{\frac {1}{1}}P{\frac {4}{4}}M{\frac {2}{3}}=38-34.}
Длина бакулюма самцов — 52-58 мм.
Следы отличаются от лисьих более крупными очертаниями

## Распространение

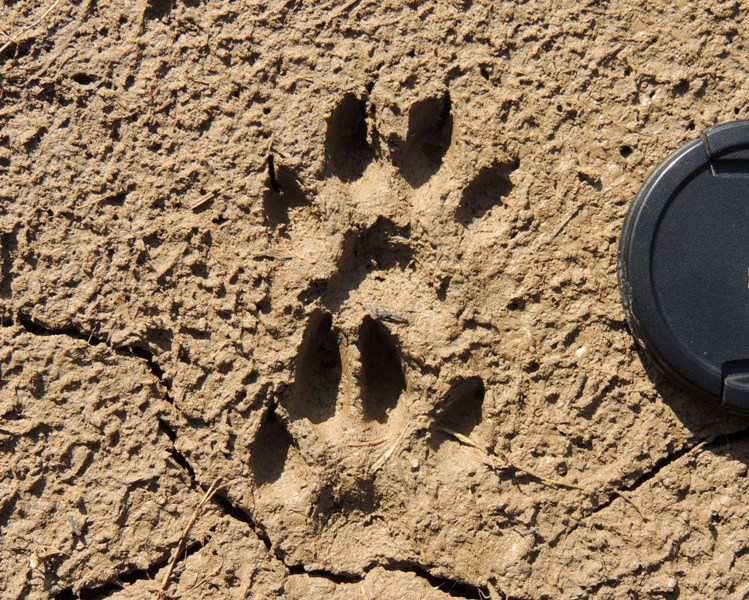
Следы енотовидной собаки

Естественный ареал енотовидной собаки — лесостепь и широколиственные леса юга российского Дальнего Востока (Приморье и Приамурье), востока Монголии и Китая, севера Вьетнама, Японии и на Корейском полуострове. Небольшой очаг ареала присутствует и в восточном Забайкалье, куда енотовидные собаки, видимо, проникли с территории Китая.
С 1927 по 1957 год около 10 тысяч енотовидных собак для обогащения охотничьих угодий были акклиматизированы в 76 областях СССР. По другим данным, акклиматизация енотовидной собаки проводилась в 82 субъектах СССР и притом с 1929 года. При выборе местообитания енотовидные собаки предпочитали околоводные биотопы, болота и соседствующие с ними лесные массивы.  В азиатской части страны они не прижились, но в европейской части быстро расплодились и с конца 1950-х годов начали расселяться дальше, в том числе в страны Западной Европы, проникнув в Финляндию, Эстонию, Швецию, Польшу, Румынию, Чехословакию, Германию, Францию и Латвию. К началу 2000-х годов популяция удвоилась. По словам очевидцев в центральном районе России[где?] стали замечать собак страдающих бешенством. В 2013 году в Швеции продолжается программа по снижению в стране численности популяции енотовидных собак.
С конца 1990-х и по настоящее время енотовидные собаки в небольшом количестве обитают также в Новосибирской, Омской, Курганской, Ярославской и Челябинской областях, и на севере Казахстана, в Костанайской и Северо-Казахстанской областях.
В 2010-х единичные особи енотовидной собаки встречались в лесах Томской области и на Алтае. По прогнозам томских учёных, численность этого вида в регионе будет расти из-за снижения суровости климата.

### Подвиды
Географическая изменчивость выражается в увеличении размеров особей с юга на север. Что характерно, у обитающих в европейской части России енотовидных собак более тёмный окрас меха, подшёрсток более густой, а ость — более грубая. При этом величина и пропорции черепа не изменились.
- Nyctereutes procyonoides koreensis Mori, 1922;
- Nyctereutes procyonoides orestes Thomas, 1923;
- Nyctereutes procyonoides procyonoides (Gray, 1834);
- Nyctereutes procyonoides ussuriensis Matschie, 1907 — самый крупный подвид проживает на территории российского Дальнего Востока[23];
- Nyctereutes procyonoides viverrinus Temminck, 1838 — Японская енотовидная собака, более мелкий подвид, чем континентальные, помимо этого, характеризуется и другими резкими отличиями, такими как другой состав кариотипа (см. ниже) и слаборазвитость сагиттального гребня[23].

## Образ жизни и питание

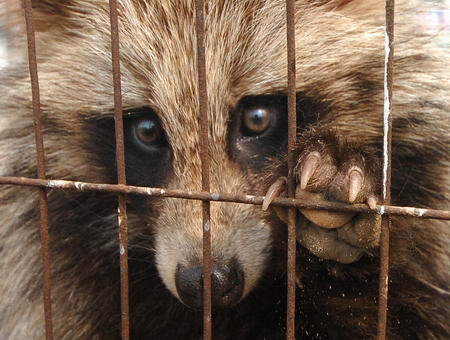
Енотовидная собака в неволе (на звероферме)

Излюбленные места обитания енотовидной собаки (как и в естественном ареале, так и за его пределами) — влажные луга с заболоченными низинами, низкогорья, заросшие поймы рек и приречные смешанные или широколиственные леса с густым подлеском, при этом избегая тайгу, хвойные леса (хотя, в европейской части России енотовидная собака отчасти освоила и темнохвойные леса). Избегает высокогорных местностей, хотя на Северном Кавказе поднимается на высоту до 1500-1700 м над уровнем моря. Также может заходить в степи и даже полупустыни. В выборе жилья она неприхотлива, обычно в качестве убежищ ей служат норы барсуков и лисиц (зачастую жилые), реже — вырытые самостоятельно, а также ниши среди корней деревьев, расщелины скал, бурелом, прогнившие дуплистые колоды, высокотравье, заломы тростника, торфяные кучи на болотах, стога солома и сена и т. д. Иногда довольствуется открытыми лёжками. В качестве жилья енотовидная собака использует и человеческие сооружения, даже старые землянки, блиндажи и траншеи. Убежища нередко располагаются вблизи от дорог и населённых пунктов. Вырытые самими енотовидками норы довольно простые, в длину 1,5-3 м, иногда может присутствовать несколько выходов. На территории России енотовидные собаки роют норы сами преимущественно на юге Приморья.
Большую часть года енотовидная собака ведёт полукочевой образ жизни, в период размножения пара занимает небольшой участок, нередко одна пара может жить поблизости от другой. Благодаря своей подвижности во время акклиматизации она смогла существенно расширить свой ареал.
Енотовидная собака деятельна преимущественно в сумерки и ночью, хотя во время сильного голода её можно заметить и днём. По способу сбора корма — это типичный собиратель (в отличие от других псовых, для которых характерно активное хищничество), обследующий всевозможные укромные места в поисках еды. Нередко она бродит по мелководью у берегов лесных водоёмов или по морскому побережью. За одну охоту в тёплое время года она проходит до 7—10 км, но в снегу из-за коротких лап сильно вязнет.
Всеядна, питается животной и растительной пищей. В рационе енотовидной собаки преобладают самые доступные корма, поэтому он меняется в зависимости от местности: так, в северных районах енотовидная собака питается прежде всего мышевидными грызунами, в южных более велик процент беспозвоночных, а на Сахалине, например, питается морскими выбросами. Как и в случае с енотом-полоскуном, выражена сезонная смена кормовой базы: летом — мышевидными грызунами, птицами и их яйцами, лягушками, жуками, осенью — зерном овса, ягодами (такими, как клюква, земляника, брусника), опавшими плодами и т. д. Не брезгует падалью, снулой рыбой (хотя также ловит рыбу, включая иногда крупных щук, в мелких водоёмах и даже в горных речках), фекалиями, пищевыми отбросами и домашней птицей, пробираясь, например, в курятники. Также питается моллюсками, крабами и морскими ежами. К зиме енотовидные собаки откармливаются, так что их масса увеличивается на 2 кг и более (на почти 50 %), и залегают в спячку.
Енотовидная собака — единственный представитель семейства псовых, залегающий на зиму в спячку. Сон продолжается с декабря-января по февраль-март; в оттепели он прерывается, и в это время животное отправляется на поиски пищи. В тёплые зимы енотовидная собака обычно бодрствует, отсиживаясь в убежище только в дни сильных морозов и буранов. Настоящей зимней спячки у енотовидных собак нет, но интенсивность обмена веществ у них снижается примерно на 25 %. В южных районах ареала спячка у енотовидных собак либо короткая, либо они не впадают в неё вообще.
Голос енотовидная собака подаёт нечасто. Среди издаваемых звуков — визжание, скуление, связанное с подчинением или дружеским поведением и агрессивное рычание.
Из внешних чувств у енотовидной собаки хорошо развито зрение, хуже — обоняние и слух. Передвигается енотовидная собака преимущественно шагом, опустив голову вниз. Бегает она очень медленно, из-за чего с лёгкостью становится жертвой более крупных хищников. Хорошо плавает, охотно идёт в воду.
По характеру енотовидная собака — животное неагрессивное, для неё, в отличие от других псовых, характерна пассивная защита. В случае опасности она предпочитает скрываться в густом кустарнике, в безвыходной ситуации затаивается и притворяется мёртвой, ложась на спину и задирая ноги кверху.

## Социальная структура и размножение

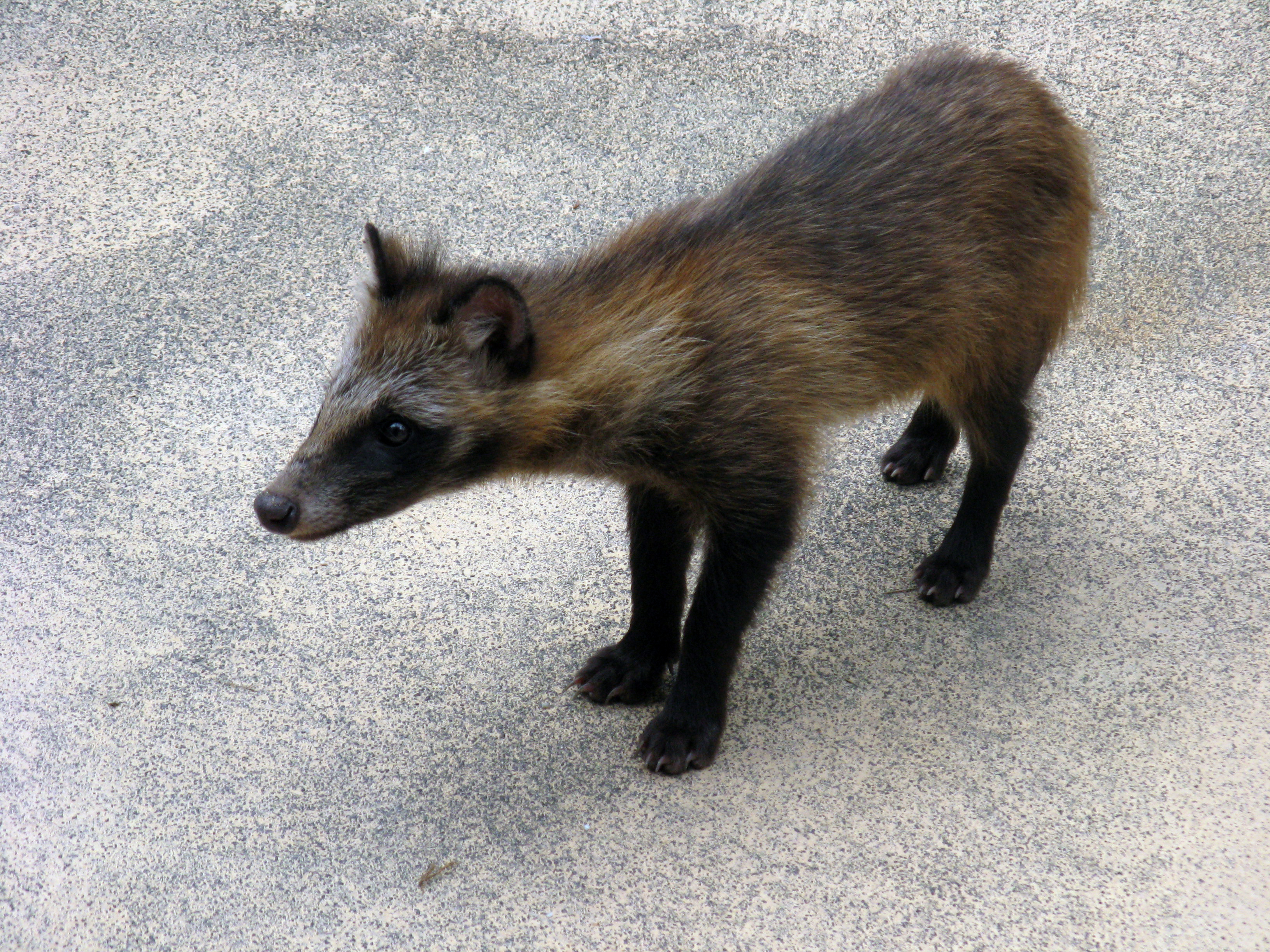
Щенок енотовидной собаки, остров Миядзима

Живут енотовидные собаки семейными парами. Енотовидная собака является моногамом, то есть образуют пары на всю жизнь, хотя реже на самку может претендовать три-четыре самца, а при разведении в неволе (по крайней мере, в середине XX века) применяется полигамия. Пары образуются ещё в октябре—ноябре, поэтому гон, начинающийся с первым потеплением (в среднем в феврале-апреле) и длящийся две-три недели, редко сопровождается драками между самцами. Драки, в свою очередь, не бывают ожесточёнными. Беременность длится примерно 60-65 дней. В потомстве 6—8 щенков, максимум — до 19. Плодовитость самки сильно зависит от её упитанности и погодных условий. Новорождённые щенки слепые, покрыты мягкой и тёмной, почти чёрной шерстью и весят 50-120 грамм. Глаза открываются на 9-10 день жизни, на 14-16 день прорезаются зубы — сначала верхние клыки, а затем и резцы. Лактация длится 45-60 дней. В выкармливании щенят принимают участие оба родителя, хотя отец проживает по соседству с матерью. На вторую неделю жизни щенки начинают выходить из норы, а на 25-30 дни — поедать приносимую родителями пищу. Молодые растут быстро, достигая в сентябре-октябре (через 4,5 месяца) размеров взрослых особей.
Половая зрелость наступает в 8-10 месяцев. Родившиеся весной щенки уже самостоятельны в начале осени, но многие погибают в первую зиму. Длительность жизни — 3—4 года в природе и 15 лет в неволе.
Наибольшую опасность для енотовидных собак представляет волк, также к естественным врагам относятся рысь, бродячие собаки, росомаха, харза, беркут, орлан-белохвост и филин. Иногда енотовидные собаки становятся жертвами лисиц. Массовые опустошения производят эпизоотии пироплазмоза. Также в некоторых местах нередко енотовидная собака является носителем вируса бешенства, кроме того, из болезней отмечены глистные инвазии, чесотка и др.

## Генетика
В кариотипе присутствует 56 хромосом и 64 плеч аутосом. Однако у японского подвида строение кариотипа другое: 42 хромосомы и 67 плеч аутосом.
Сравнительный молекулярно-генетический анализ выявил близость енотовидной собаки к лисицам из группы примитивных представителей семейства Canidae, к которому принадлежат вымершие разновидности Nyctereutes, а также африканские разновидности Otocyon с её нынешним представителем — большеухой, или ушастой, лисой (Otocyon megalotis). Параллельное исследование филогенетического положения енотовидной собаки, основанное на нейроанатомических признаках, также выделяет её в отдельный таксон.
Результаты выделенных методом секвенирования отдельных генов показали, что енотовидная собака — это отдельный самостоятельный вид, более близкий к лисам, чем к собакам.

## Значение
Енотовидные собаки являются объектом промысловой охоты из-за своего ценного меха (в частности, в центральных и западных областях европейской части России они стали одним из основных объектов пушного промысла), хотя качество меха невысокое[уточнить]. С другой же стороны, они могут приносить некоторый вред охотничьему хозяйству, истребляя пернатую дичь. Охота на енотовидную собаку проходит с ружьём и собакой, отчасти при помощи капканов. В советские годы охота на енотовидных собак осуществлялась по лицензии. Мясо енотовидных собак съедобное.
Выделанные шкуры енотовидных собак идут на меховые изделия как и в с естественным окрасом, так и в крашеном виде (красятся обычно светлые шкуры с рыжеватым оттенком). В 1950-е годы в СССР мех енотовидных собак (как крашеный, так и в натуральном виде) шёл в основном на меховые воротники и манжеты женской верхней одежды, а также на манто и горжетки. Выделка шкур енотовидной собаки на тот момент осуществлялась на меховой фабрике «Белка» в Слободском (Кировская область).
Енотовидная собака также разводится в звероводческих хозяйствах. В неволе енотовидные собаки разводятся в вольерах.

## Енотовидная собака в культуре

### Мифология и фольклор
- Бакэдануки (яп. 化け狸), за пределами Японии более известный как тануки (яп. 狸) — енотовидная собака-оборотень, известный персонаж японской мифологии.

### Мультипликация
- «Умный Енот[англ.]» (령리한너구리, 1987-2013 гг.) — северокорейский мультсериал. Главным героем является енотовидная собака.